# Vadsø
Vadsø là một đô thị thuộc hạt Finnmark của Na Uy. Khu tự quản Vadsø thuộc hạt Finnmark. Khu tự quản này có diện tích 1258 km2, dân số là 6187 người (năm 2004). Thành phố này là trung tâm hành chính của thành phố và quận hạt Finnmark.
Vadsø được thành lập như một thành phố ngày 01 tháng 1 năm 1838 (xem formannskapsdistrikt). Luật Na Uy quy định tất cả các thành phố nên được tách ra từ huyện nông thôn của chúng, nhưng bởi vì dân số thấp và các cử tri rất ít, điều này là không thể thực hiện cho các thành phố của Vadsø năm 1838. (Xem Hammerfest và Vardø.)
Các huyện nông nghiệp của Vadsø bị cách ly khỏi thành phố trong ba giai đoạn: Nesseby (năm 1846), Sør-Varanger (năm 1858), và Nord-Varanger (năm 1894). Cuối cùng, lại được sáp nhập vào thành phố ngày 1 tháng 1 năm 1964.

## Kết nghĩa
Vadsø kết nghĩa với các thành phố sau:
- - Holstebro, Đan Mạch
- - Karkkila, Phần Lan
- - Kemijärvi, Phần Lan
- - Murmansk, Nga
- - Oxelösund, Thụy Điển